# Штилер, Йозеф Карл

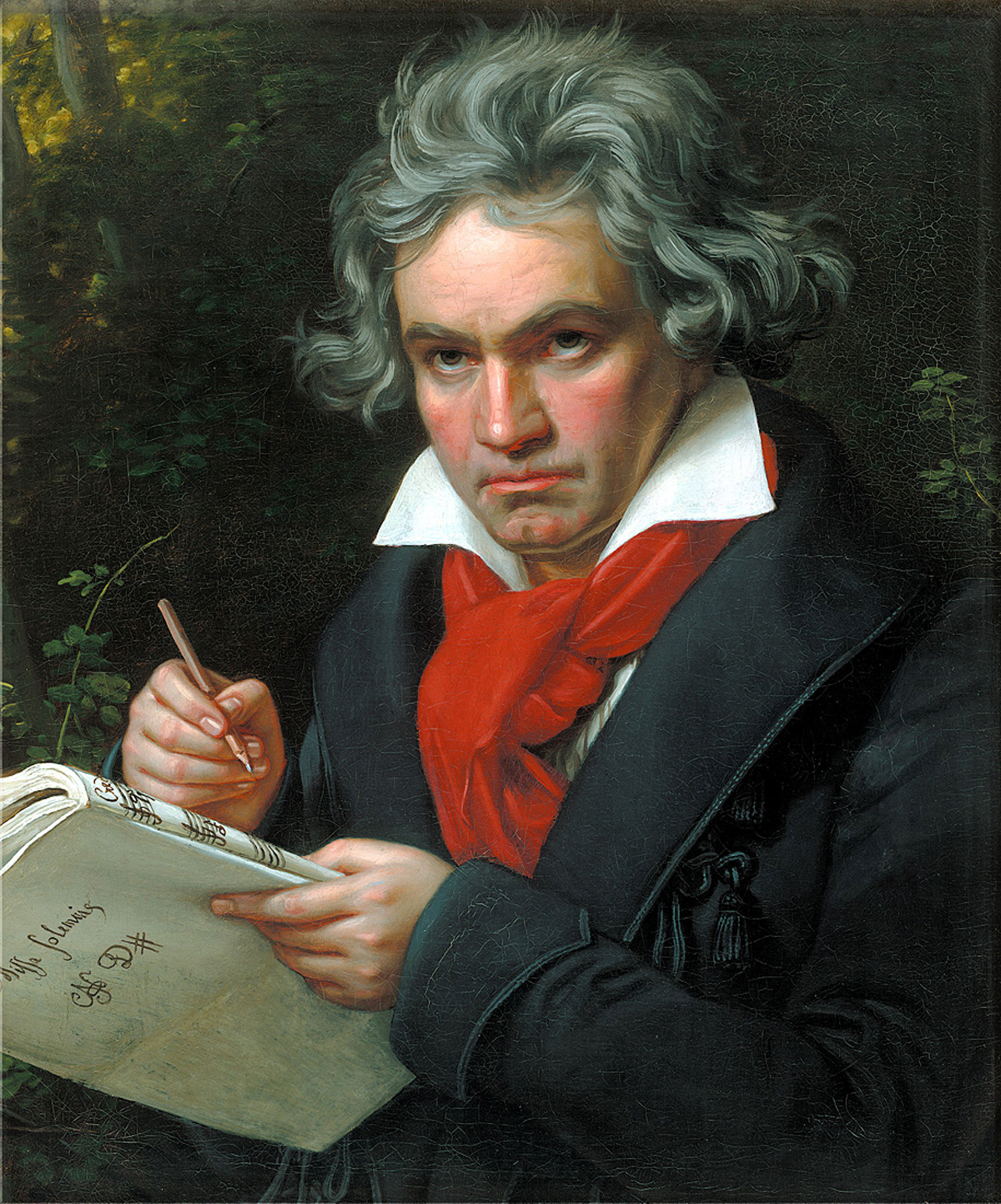
Портрет Бетховена, 1820 год

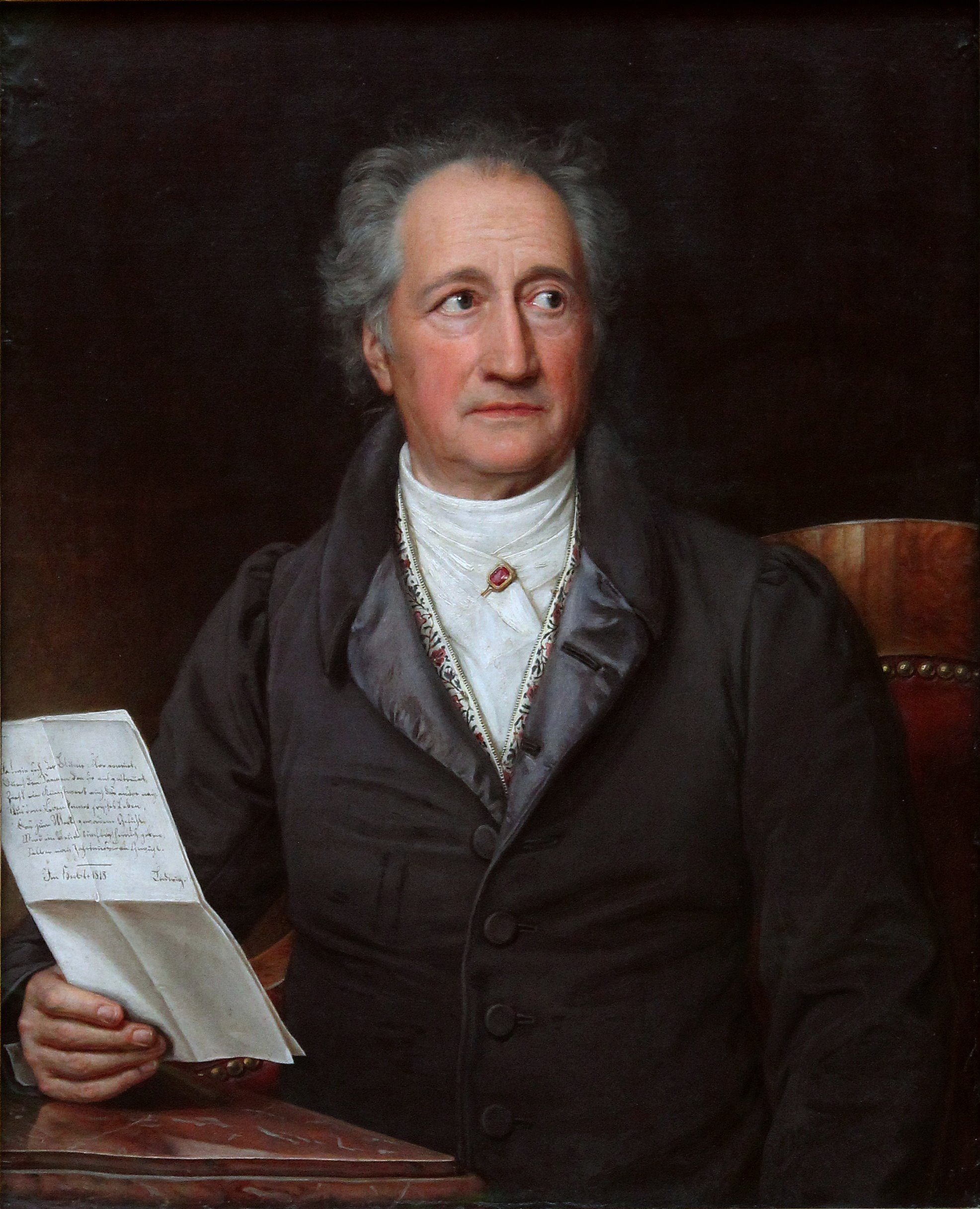
Портрет Иоганна Вольфганга Гёте, 1828 год

Йозеф Карл Штилер (нем. Joseph Karl Stieler, 1 ноября 1781, Майнц, Майнцское курфюршество — 9 апреля 1858, Мюнхен, Бавария) — немецкий живописец-портретист.
Штилер родился в семье Августа Фридриха Штилера (1736—1789), резчика печатей курфюршеского монетного двора в Майнце. Семья Штилеров была известна как семья художников, среди которых были художники по гербам и печатям, гравёры и художники.

## Образование и годы скитаний
Первые шаги в искусстве Штилер сделал под руководством своего отца, умершего в 1789 году. Последующие годы Штилер успешно занимался самообразованием в пастели и миниатюре. В 17 лет Штилер предпринял поездку в Вюрцбург. Там он почти два года состоял в учениках у придворного художника Христофа Фезеля, который в свою очередь учился у Антона Рафаэля Менгса. У Фезеля Штилер обучался масляной живописи. Затем Штилер отправился обучаться в Венскую академию художеств у Генриха Фридриха Фюгера и дебютировал в качестве художника-портретиста.
1805—1806 годы Штилер провёл при дворах Будапешта и Варшавы, где был просто завален заказами. В 1807 году он принял предложение переехать в Париж и работать с Франсуа Жераром. В 1808 году он вернулся в Германию и обосновался в качестве самостоятельного художника во Франкфурте-на-Майне.
В 1810 году Штилер отправился в длительную поездку в Италию. После Рима в 1811 году он прибыл в Неаполь, где написал портрет Иоахима Мюрата. Вернувшись в Милан, он остался на длительное время при дворе Евгения Богарне, чтобы написать портреты его детей для тестя Богарне короля Баварии Максимилиана I Йозефа.

## При мюнхенском дворе
Уже на следующий год король Максимилиан I пригласил Штилера к своему двору в Мюнхен, который стал для Штилера домом. В 1816 году его патрон отправил Штилера к венскому двору, чтобы написать портрет императора Франца II. Там Штилер женился на русской немке Паулине Беккерс, которая родила ему пятерых детей.
С февраля по апрель 1820 года Штилер написал портрет Людвига ван Бетховена, который на сегодняшний день является по всей видимости самым известным изображением великого композитора. Бетховен, считавший встречи с Штилером наказанием, согласился позировать Штилеру только потому, что заказчиками портрета были друзья композитора Франц и Антония Брентано. Однако композитор вышел из терпения раньше срока, и руки Бетховена Штилер писал уже по памяти. В 1967 году Энди Уорхол взял это полотно за основу для своих изображений Бетховена.
В 1820 году Штилер вернулся в Мюнхен и был назначен королём в придворные художники. В 1821 году в ночь перед погребением Штилер написал портрет Каролины, младшей дочери Максимилиана I.
Для короля Людвига I Штилер написал знаменитую Галерею красавиц во дворце Нимфенбург. По заказу Людвига Штилер написал в 1828 году также известный портрет Гёте. В творчестве Штилера можно выделить также портреты Фридриха Вильгельма Йозефа Шеллинга, Людвига Тика, Александра фон Гумбольдта и семьи короля Максимилиана I.
В 1824 году Штилер стал соучредителем мюнхенского союза искусств. В 1833 году он женился на поэтессе Жозефине фон Миллер. У них было трое детей: Оттилия, будущий художник Ойген фон Штилер и будущий писатель Карл Штилер. Племянником Штилера и его учеником был Фридрих Дюрк.
Последние годы жизни Штилер провёл в Тегернзе, где на холме Леебергханг он построил себе летний домик на подаренном в 1829 году королём земельном участке.

## Галерея

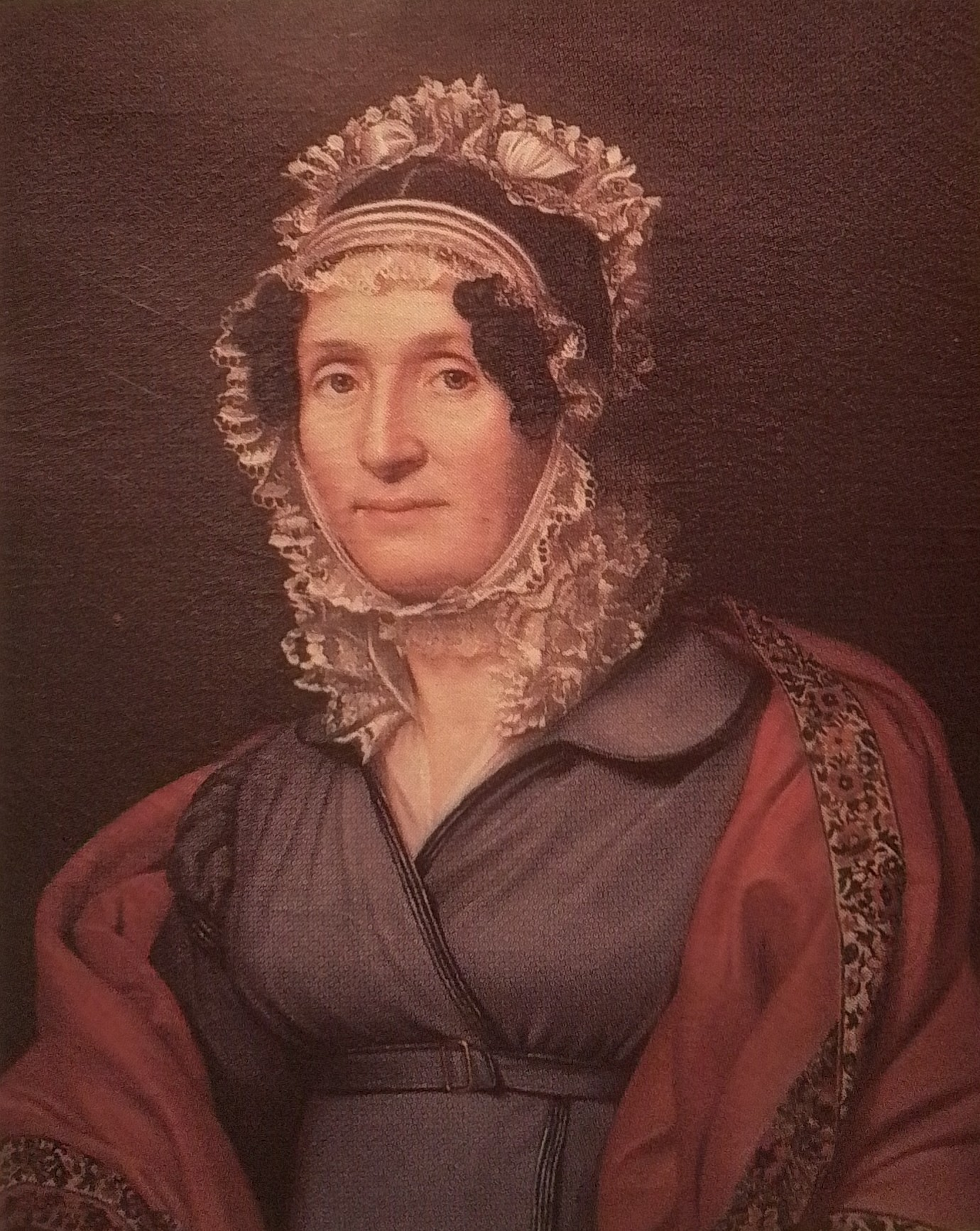
Портрет мадам-матери работы Йозефа Карла Штилера, 1811.
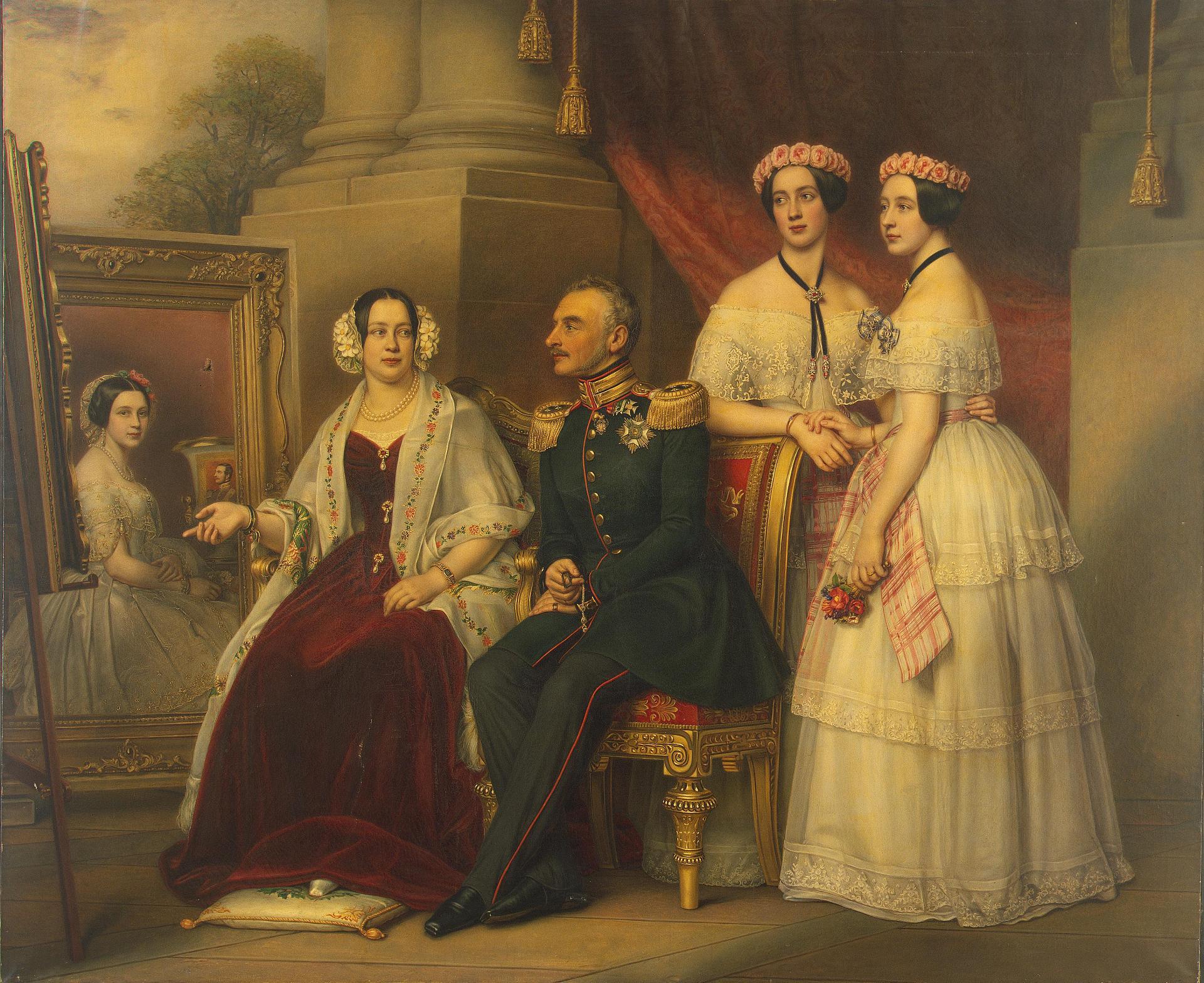
Семейный портрет герцога Иосифа Саксен-Альтенбургского
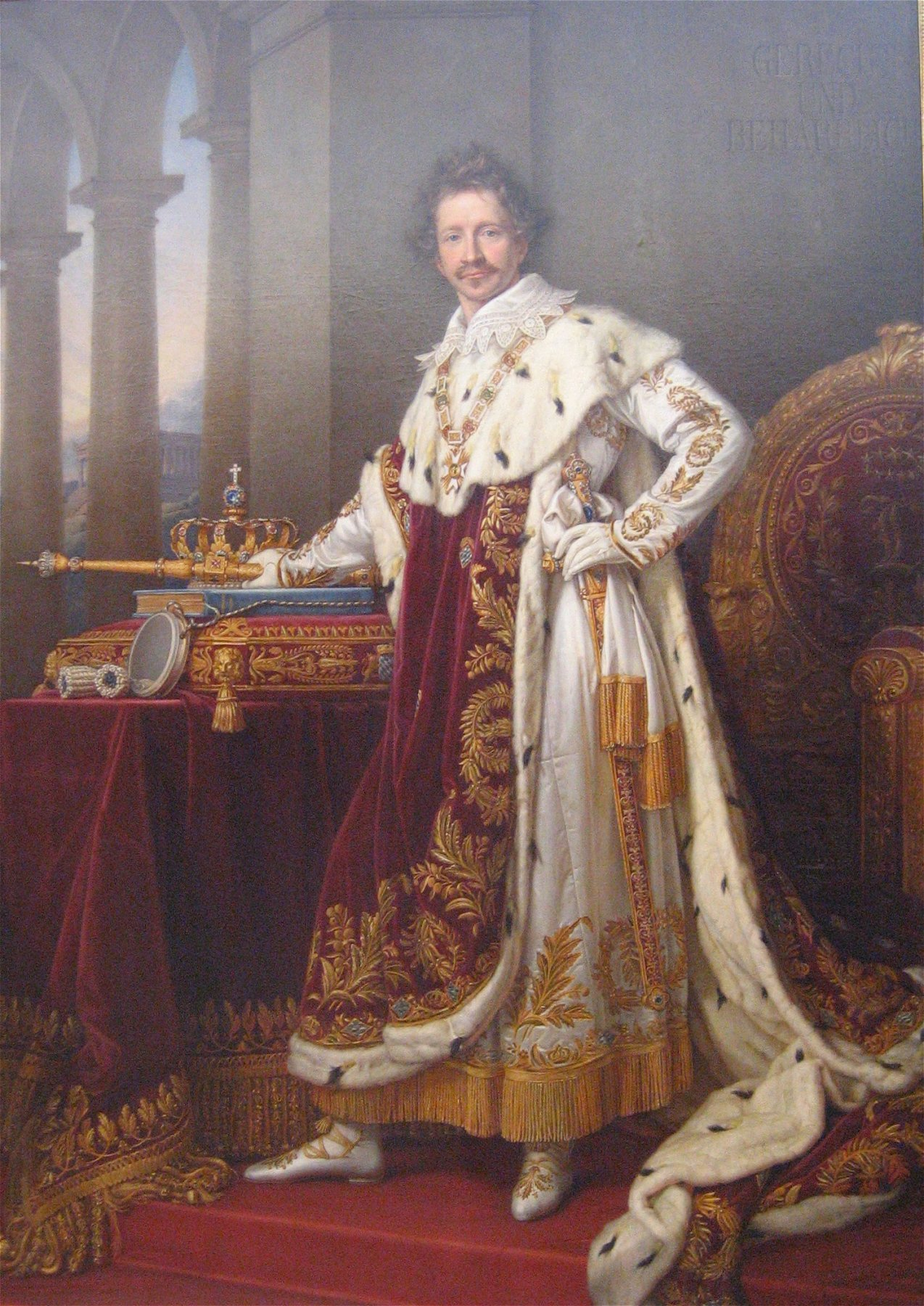
Портрет короля Баварии Людвига I в королевском облачении. 1826. Новая пинакотека. Мюнхен
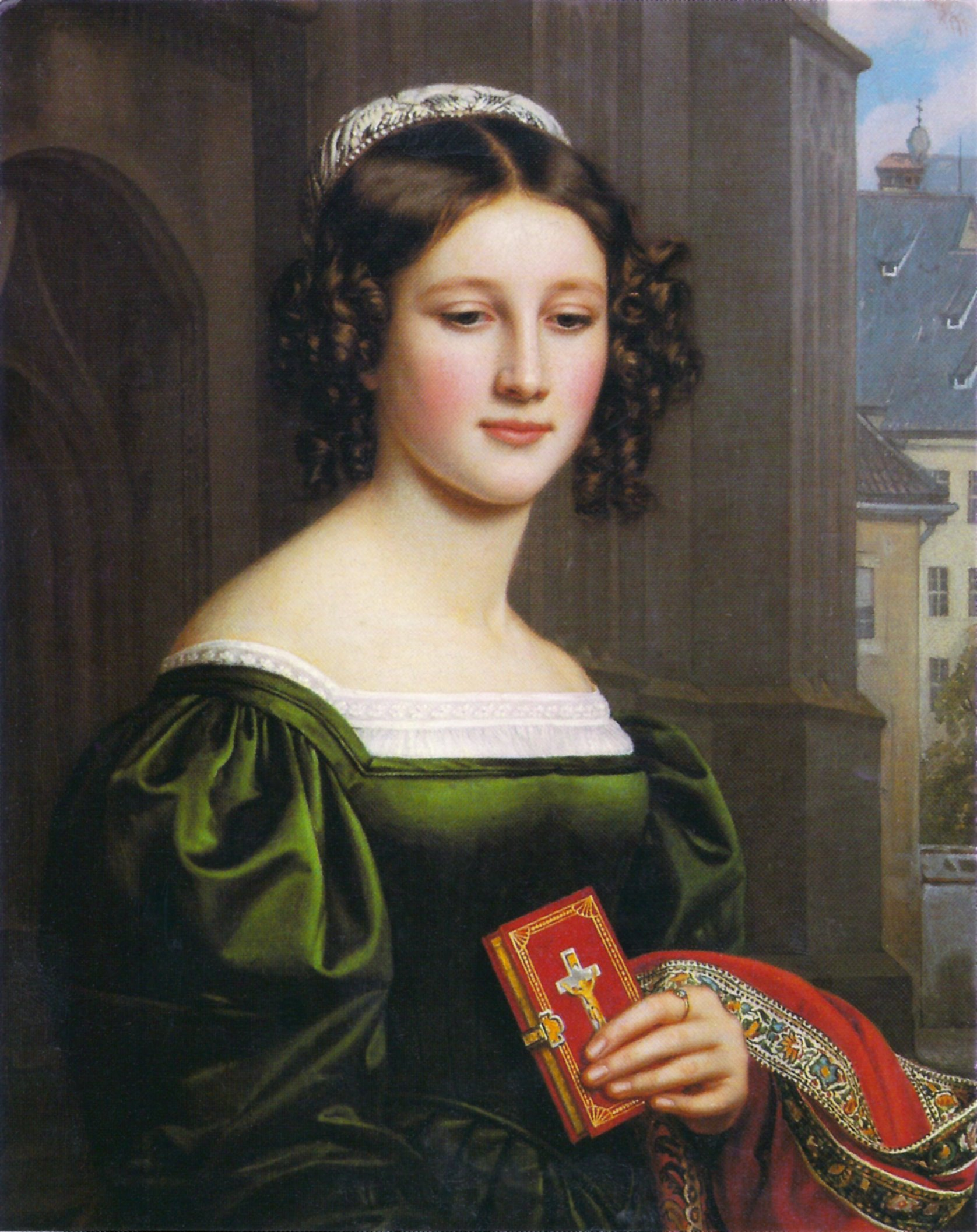
Анна Хиллмаер из Галереи красавиц. 1829